# Monseñor Argimiro García
Monseñor Argimiro García est l'une des huit paroisses civiles de la municipalité de Tucupita dans l'État de Delta Amacuro au Venezuela. Sa capitale est Urbanización Delfín Mendoza, l'un des quartiers de la capitale de l'État, Tucupita.

## Géographie

### Démographie
Hormis sa capitale Urbanización Delfín Mendoza, de facto l'un des quartiers de Tucupita, la paroisse civile abrite plusieurs localités ou habitations de localités voisines, dont :
- El Caigual (partagé avec Leonardo Ruíz Pineda)
- Guasina (partagé avec Leonardo Ruíz Pineda)
- Las Mulas (partagé avec Leonardo Ruíz Pineda)
- Los Guires (partagé avec Leonardo Ruíz Pineda)
- Tucupita
  - Urbanización Delfín Mendoza